# 日本ゴルフサミット会議
日本ゴルフサミット会議は日本におけるゴルフを統括する団体の一つである。国内ゴルフ関係16団体で構成される。

## 概要
競技団体、ゴルフ場や練習場、用品、ゴルフ会員権など全国規模の16団体で結成され、ゴルフ界の健全な発展を目指して活動を行う。

## 沿革
- 1997年1月16日 - ゴルフ関連15団体で「ゴルフ新年会」を開催。
- 1998年1月16日 - 「ゴルフサミット会議」として発足。
- 1999年 - 日本ゴルフツアー機構が加入。
- 2005年 - 「日本ゴルフサミット会議」に改名。

## 加盟団体
- 財団法人日本ゴルフ協会
- 社団法人ゴルファーの緑化促進協力会
- 社団法人日本ゴルフ場事業協会
- 社団法人日本パブリックゴルフ場事業協会
- 社団法人全日本ゴルフ練習場連盟
- 社団法人日本ゴルフ用品協会
- 社団法人日本ゴルフトーナメント振興協会
- 社団法人日本プロゴルフ協会
- 社団法人日本女子プロゴルフ協会
- 日本ゴルフ関連団体協議会
- 特定非営利活動法人日本芝草研究開発機構
- 全国ゴルフ会員権取引業団体連絡会
- ゴルフ場関連事業協会
- 日本ゴルフコース設計者協会
- 日本ゴルフジャーナリスト協会
- 社団法人日本ゴルフツアー機構